# Pavetta amplexicaulis
Pavetta amplexicaulis là một loài thực vật có hoa trong họ Thiến thảo. Loài này được Pers. mô tả khoa học đầu tiên năm 1805.